# Coreia do Sul nos Jogos Olímpicos de Inverno de 1976
A Coreia do Sul competiu nos Jogos Olímpicos de Inverno de 1976, realizados em Innsbruck, Áustria.